# 荒屋敷貝塚
座標: 北緯35度37分20.33秒 東経140度8分41.82秒 / 北緯35.6223139度 東経140.1449500度

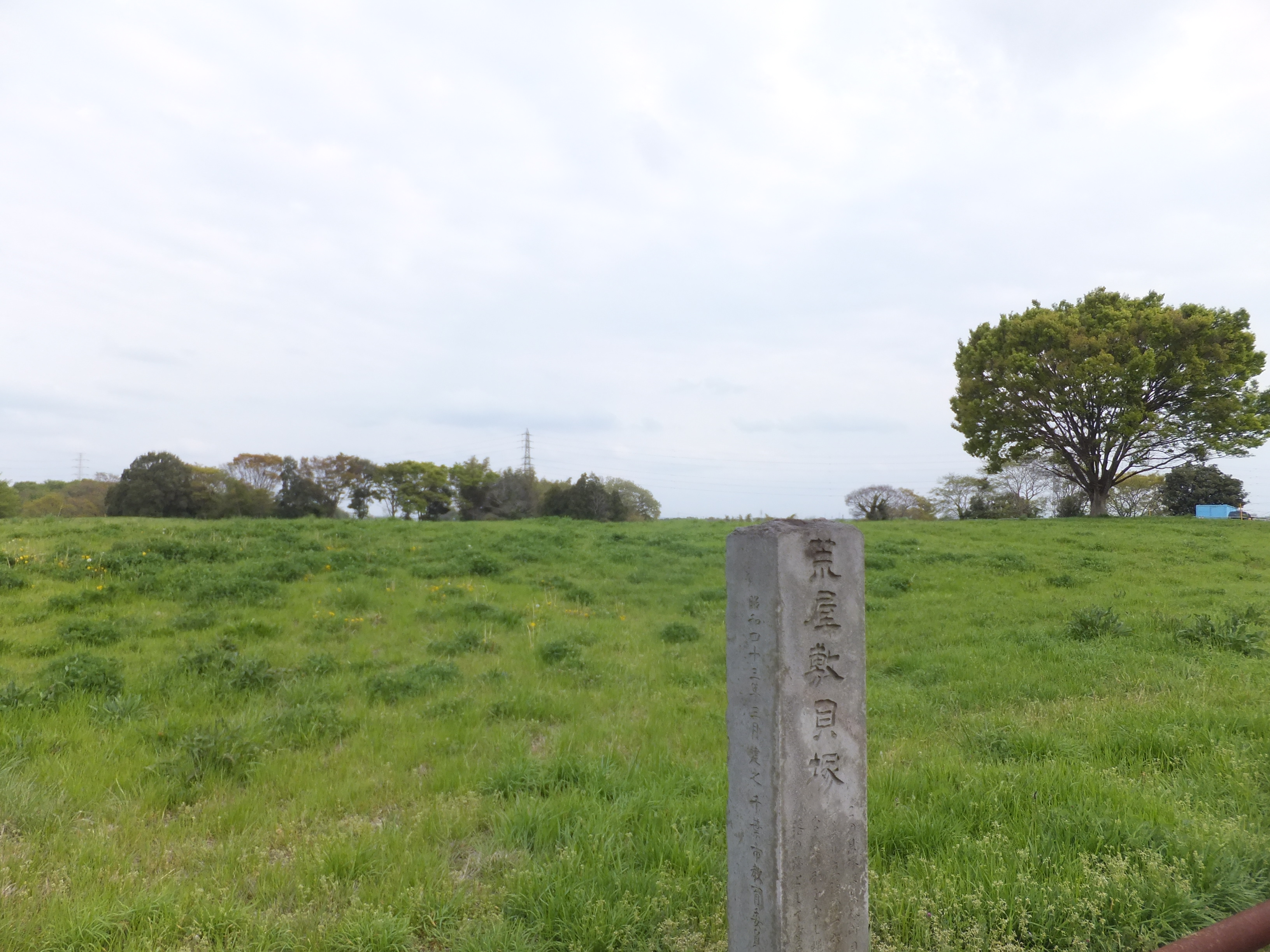
荒屋敷貝塚

荒屋敷貝塚（あらやしきかいづか）は、千葉県千葉市若葉区貝塚町にある縄文時代の貝塚および環状集落の遺跡。1979年（昭和54年）3月13日に国史跡に指定された。

## 概要
縄文時代中期から後期にかけて形成された貝塚とされる。草刈場貝塚や台門貝塚とともに貝塚町貝塚群に含まれる。異表記ないしは別称として、新屋敷貝塚・千葉貝塚・貝塚町貝塚・あらひき（あらしき）貝塚がある。貝層部は環状に近い馬蹄形であり、南北約150メートル・東西約160メートルの範囲に広がっている。遺跡の中には貯蔵穴と推定されるピット群や竪穴建物群も確認されている。
1872年（明治5年）からは石灰の採掘が行われていた。1942年（昭和17年）に東京大学が地形測量を行い、1968年（昭和43年）には加曽利貝塚博物館も測量を行っている。そして1973年（昭和48年）・1975年（昭和50年）・1976年（昭和51年）の3度に渡り千葉県教育委員会と千葉県文化財センターによって発掘調査が行われ、遺跡の詳細が明らかになった。
なお1964年（昭和39年）の京葉道路延伸計画では路線上に位置したため、トンネル工法によって貝塚トンネルが建設され、遺跡の保全が図られた。